# Tomás Mendes
Tomás Mendes (Almería, 21 de noviembre de 2004) es un futbolista español que juega en la demarcación de centrocampista en el F. C. Alverca de la Primeira Liga.

## Biografía
Mendes nació en el seno de una familia de origen bisauguineano. Tras formarse como futbolista en las categorías inferiores del Deportivo Alavés, finalmente en 2021 debutó con el segundo equipo el 26 de mayo de 2021 contra la U. D. Mutilvera, encuentro que finalizó con 1-0 a favor del conjunto mutilvero. El 30 de noviembre de 2021 debutó con el primer equipo en Copa del Rey contra el Unami CP. El 7 de mayo de 2022 el joven futbolista con tan solo 17 años debutó en la Priemra División contra el Celta de Vigo. Llegó a ser el capitán del filial y en julio de 2025 fue cedido al F. C. Alverca.

## Clubes
Actualizado al último partido disputado el 19 de abril de 2025.
| Club                   | País     | Año       | Partidos | Goles |
| ---------------------- | -------- | --------- | -------- | ----- |
| Deportivo Alavés "B"   | España   | 2021-2025 | 115      | 1     |
| Deportivo Alavés       | España   | 2021-2023 | 4        | 0     |
| F. C. Alverca (cedido) | Portugal | 2025-     |          |       |